# Landtag de Saxe
8e législature
Bâtiment du Landtag de Saxe
Le Landtag de Saxe (en allemand : Sächsischer Landtag) est le parlement régional de l'État libre de Saxe. Il se compose de 120 députés.

## Mode de scrutin
Le Landtag est constitué de 120 députés (en allemand : Mitglied des Landtags, MdL), élus pour une législature de cinq ans au suffrage universel direct et suivant le scrutin proportionnel d'Hondt.
Chaque électeur dispose de deux voix : la première lui permet de voter pour un candidat de sa circonscription, selon les modalités du scrutin uninominal majoritaire à un tour, le Land comptant un total de 60 circonscriptions ; la seconde voix lui permet de voter en faveur d'une liste de candidats présentée par un parti au niveau du Land.
Lors du dépouillement, l'intégralité des 120 sièges est répartie en fonction des secondes voix récoltées, à condition qu'un parti ait remporté 5 % des voix au niveau du Land ou deux mandats au scrutin uninominal. Si un parti a remporté des mandats au scrutin uninominal, ses sièges sont d'abord pourvus par ceux-ci.
Dans le cas où un parti obtient plus de mandats au scrutin uninominal que la proportionnelle ne lui en attribue, la taille du Landtag est augmentée jusqu'à rétablir la proportionnalité.
En 1990, le Landtag de Saxe était élu pour un mandat de quatre ans.

## Présidents du Landtag
| Nom                   | Nom                                  | Durée                               | Parti |
| --------------------- | ------------------------------------ | ----------------------------------- | ----- |
|                       | Otto Buchwitz (de)                   | 1946 - 1952                         | SED   |
|                       | Erich Iltgen (de)                    | 27 octobre 1990 - 29 septembre 2009 | CDU   |
| Matthias Rößler (de)  | 29 septembre 2009 – 1er octobre 2024 |                                     | CDU   |
| Alexander Dierks (de) | depuis le 1er octobre 2024           |                                     | CDU   |

## Législatures

1re législature.
2e législature.
3e législature.
4e législature.
5e législature.
6e législature.
7e législature.
8e législature.